# Rolf Turkka
Rolf Turkka   (Lahti, 30 d'agost de 1915 - Espoo, 29 de novembre de 1989) va ser un regatista, haltera, saltador d'esquí finlandès que va competir en els anys previs i posteriors a la Segona Guerra Mundial.
El 1948 va prendre part en els Jocs Olímpics d'Estiu de Londres, on fou novè en la categoria de 6 metres del programa de vela. Quatre anys més tard, als Jocs de Hèlsinki, guanyà la medalla de bronze en la mateixa prova. A bord del Ralia compartí equip amb Ernst Westerlund, Paul Sjöberg, Ragnar Jansson i Jonas Konto.
Com a saltador amb esquí va disputar el Campionat del Món d'esquí nòrdic de 1934 i de 1938, i com a haltera va guanyar el campionat nacional de 1945 i 1946.